# Kunbaracs
Kunbaracs község Bács-Kiskun vármegye Kecskeméti járásában. Lakossága 656 fő, ezzel a járás területén található legkisebb lakónépességű településnek számít.

## Fekvése
Az Alföldön, a Kiskunságban fekszik, Kecskeméttől 24 kilométerre északnyugatra.
A szomszédos települések: észak felől Tatárszentgyörgy (légvonalban 10, közúton 15 kilométerre), északkelet felől (6,5 kilométerre) Ladánybene, kelet felől Lajosmizse (légvonalban 12, közúton 15 kilométerre), délkelet felől Kerekegyháza (8,3 kilométerre), délnyugat felől pedig Kunadacs (légvonalban 9,1, közúton csaknem 20 kilométerre).
Talaja homokos, helyenként futóhomokkal. Nyugati határában mintegy 2,6 négyzetkilométernyi terület a Kiskunsági Nemzeti Park Peszéradacsi rétek nevű részegységéhez tartozik.

### Megközelítése
Csak közúton közelíthető meg, Ladánybene vagy Kerekegyháza felől, mindkét irányból az 5212-es úton; határszélét délen érinti még az 5211-es út is.
A legközelebbi vasúti csatlakozási lehetőséget a Budapest–Kecskemét-vasútvonal Lajosmizse vasútállomása kínálja, 11,7 kilométerre északkeletre.

## Története
A mai község a Pest-Pilis-Solt-Kiskun vármegye Alsódabasi járásában fekvő Tatárszentgyörgyhöz tartozó Baracs, Bánómajor, Bánórész (egy része), Beneszél, Csarada major, Daruhát, Felső major, Gombai major, Kastélydűlő, Kopaszdűlő, Kövesút nevű külterületi lakott helyekből alakult meg. Egy ideig „Újbaracs” néven szerepelt, majd az Országos Községi Törzskönyvbizottság az Oklevéltár véleménye alapján 1950. november 10-én „Kunbaracs” végleges néven vette nyilvántartásba.
Az egyesített lakott helyek közül Baracs múltja a legrégebbi: helyén a 15. században falu állt, amely később elpusztult, de a név a puszta jelölésére később is fennmaradt.
1949-ben 1827 lakosa volt, házainak száma 500, területe 9578 katasztrális hold volt.
A lakosság főleg mezőgazdasággal foglalkozott.
1964-ben alakult meg az Új Tavasz Szakszövetkezet, amely 1990-ben feloszlott.

## Népesség
A település népességének változása:
| Lakosok száma | 622  | 615  | 617  | 632  | 667  | 657  | 665  |
|               | 2013 | 2014 | 2018 | 2021 | 2022 | 2023 | 2024 |

1900-ban 504, 1949-ben 1704, 1990-ben 683 lakosa volt. 1995-ben a lakosság kb. 90%-a római katolikus volt.
A 2011-es népszámlálás során a lakosok 96,7%-a magyarnak, 1% németnek, 0,7% románnak mondta magát (2,9% nem nyilatkozott; a kettős identitások miatt a végösszeg nagyobb lehet 100%-nál). A vallási megoszlás a következő volt: római katolikus 65,3%, református 8,6%, evangélikus 1,1%, felekezeten kívüli 11,7% (12,4% nem nyilatkozott).
2022-ben a lakosság 91,3%-a vallotta magát magyarnak, 2,1% németnek, 0,9% románnak, 0,6% cigánynak, 0,1-0,1% bolgárnak, ruszinnak, ukránnak és szerbnek, 2,2% egyéb, nem hazai nemzetiségűnek (7,6% nem nyilatkozott; a kettős identitások miatt a végösszeg nagyobb lehet 100%-nál). Vallásuk szerint 34,2% volt római katolikus, 5,5% református, 1% evangélikus, 0,3% ortodox, 0,9% egyéb keresztény, 1,8% egyéb katolikus, 14,4% felekezeten kívüli (41,4% nem válaszolt).

## Közélete

### Polgármesterei
- 1990–1994: Kormányos Lajos (független)[8]
- 1994–1998: Dr. Zöldi Gábor (független)[9]
- 1998–2002: Tóth Ferenc (független)[10]
- 2002–2006: Tóth Ferenc Miklós (független)[11]
- 2006–2010: Tóth Ferenc Miklós (független)[12]
- 2010–2014: Tóth Ferenc Miklós (független)[13]
- 2014–2019: Tóth Ferenc Miklós (független)[14]
- 2019–2021: Tóth Ferenc Miklós (független)[15]
- 2022–2024: Hegedűs Lászlóné (független)[16]
- 2024– : Hegedűs Lászlóné (független)[1]

A településen 2022. június 26-án azért kellett időközi polgármester-választást tartani, mert a korábbi polgármester 2021. június 17-én, életének 73. évében elhunyt. (A haláleset és a választás megtartása közötti eltelt hosszú időt a koronavírus-járvány okán elrendelt intézkedések indokolták, mivel a veszélyhelyzeti állapot időtartama alatt Magyarországon nem lehetett új választásokat kiírni.)

## Nevezetességei
- Vörös kastély – a településtől északnyugatra, egy majorban található műemléki védettségű épület. Neve egykori vörös cseréptetejére utal. Legrégebbi része a valószínűleg az 1780-as években épült földszinti boltozatos terem, amelynek eredeti szerepe marha- vagy juhistálló volt. A majorság kezdetben a Teleki család, ezt követően a Zeyk család tulajdonában volt. Az 1990-es évek végére az épület állapota teljesen leromlott, ezért tulajdonosa eredeti jellegétől eltérő módon felújította, a munkálatokat 2000-ben fejezték be.[18][19]  Az akkoriban 12 hálószobás kastélyt 2010-ben vásárolta meg egy Pest megyei család, mely saját igényei alapján alakította át. Jelenleg kilenc vendégszobával rendelkezik, utóbbiak közül három korabeli bútorokkal van berendezve. Ezeken kívül még két privát szoba is van, amiket a tulajdonosok használnak. A Vörös kastély belső megújításon esett át az elmúlt évek során, a lakberendezés a kastélyban élő tulajdonosok kiváló ízlését dicséri. Szintén ők gondoskodtak a szállóvendégek teljes kényelmét és szórakoztatását biztosító úszómedence, a tó melletti fürdőház és a mini fitness terem kialakításáról .[20]
- Kunbaracsi ősborókás természetvédelmi terület